# Ad-Durar al-Maknouna fi Nawazil Mazouna
Ad-Durar al-Maknouna fi Nawazil Mazouna (arabe : الدرر المكنونة في نوازل مازونة) (en français : Les Perles Cachées dans les Fatwas de Mazouna) est l’un des ouvrages les plus célèbres du Maghreb central, rédigé par Abû Zakariya Yahyâ ibn Mûsâ ibn ‘Isâ ibn Yahyâ al-Maghîlî al-Mâzûnî,,, entre les années 1441 et 1478.

## Importance du livre
L’ouvrage constitue une source précieuse pour l’étude d’une phase critique de l’histoire du Maghreb central, caractérisée par de profondes instabilités politiques liées aux conflits entre les dynasties ḥafṣide, zianide et mérinide, ainsi que par les dissensions internes engendrées par certaines tribus locales. Ces dernières ont largement contribué à l’émergence du phénomène de brigandage et à la détérioration de la sécurité des routes et des voyageurs (sābila).
Le présent ouvrage s’inscrit dans une intention clairement exprimée par l’auteur : il répond à un besoin historique et juridique bien précis, constituant ainsi le motif principal de l’écriture : 

« Lorsque j'ai examiné le plan judiciaire dans la vigueur de ma jeunesse, ce qui m'y a conduit, Allah seul sait, c'étaient des circonstances difficiles. Les problèmes des adversaires se sont multipliés devant moi, les plaintes des opprimés se sont enchaînées, et ma capacité à comprendre ce qui ne laisse place à aucune ambiguïté dans un texte clair et évident a été insuffisante. J'ai donc eu recours aux livres de jurisprudence pour résoudre les questions juridiques complexes, demandant des réponses des grands imams, les référents des fatwas parmi les gens. Craignant ce qu'a dit le Prophète (paix et bénédiction sur lui) à propos des trois juges, les gouverneurs, j'ai fait des efforts dans ce domaine et Allah sait la sincérité de mes efforts. Cependant, je n'ai pas osé rendre un jugement dans une affaire où il y avait une possibilité d'erreur de ma part, jusqu'à ce que je sois éclairé sur le sujet, afin de ne pas périr avec ceux qui périssent. Il s'avère qu'il arriva à mon défunt père, que Dieu ait son âme en paix, durant sa période de jugement, la même chose qui m'est arrivée, à savoir de recourir aux livres de jurisprudence des imams contemporains à lui. Ainsi, j'ai rassemblé de leurs ouvrages un certain nombre de textes, et il était, que Dieu ait son âme en paix, décidé de les organiser, mais la mort l'a emporté avant qu'il ne puisse le faire. J'ai donc pris en charge ce que j'avais rassemblé ainsi que ce que mon défunt père avait collecté. »

## Informations sur le livre
Le livre est considéré comme un élément du fiqh islamique à la fin du moyen âge, et les navazels (questions juridiques) sont présentées sous forme de questions qui lui ont été posées, ou qu'il a posées à ses maîtres, ou qui avaient été soulevées par les savants de son époque, notamment les Mazarqa, les Aqibaniyya et les Wughlaisiyyin.
Le livre contient environ 200 questions, réparties comme suit :
- Chapitre de la purification : 65 questions.
- Chapitre de la prière : 68 questions.
- Chapitre des funérailles : 2 questions.
- Chapitre de l'aumône (zakât) : 33 questions.
- Chapitre du jeûne : 6 questions.
- Chapitre de l'isolement spirituel (i'tikâf) : 1 question concernant la Nuit du Destin (Laylat al-Qadr).
- Chapitre du pèlerinage (hajj) : Passage d'un Syrien par la ville sans être en état d'ihrâm.
- Chapitre de la chasse : 2 questions.
- Chapitre des sacrifices : 10 questions.
- Chapitre des sacrifices et de l'Aqiqa : 12 questions."

## Copistes du manuscrit
Parmi les copistes du manuscrit, on trouve plusieurs noms répartis sur différentes époques. Le plus ancien est Maḥmūd ibn Balqāsim al-Sharīf, actif vers 972 H / 1564 ap. J.-C.. Vient ensuite al-Wāfī ibn Mubārak al-Wāfī, qui a copié une version en 1115 H / 1703 ap. J.-C.. Enfin, on relève également le nom de Muḥammad ibn Aḥmad ibn Abdelrahman vers 1306 H / 1889 ap. J.-C.